# 1732
1732. је била проста година.

## Рођења

### Фебруар
- 22. фебруар — Џорџ Вашингтон, амерички генерал и 1. председник САД (*1799).

### Март
- 31. март — Јозеф Хајдн, аустријски композитор и диригент.

## Смрти

### Август
- 31. октобар — Виторио Амедео II од Сардиније, војвода од Савоја.

### Децембар
- 17. децембар — Јозеф Јохан Адам од Лихтенштајна, лихтенштајнски кнез